# Kanton Saint-Doulchard
Kanton Saint-Doulchard (francouzsky Canton de Saint-Doulchard) je francouzský kanton v departementu Cher v regionu Centre-Val de Loire. Tvoří ho tři obce.

## Obce kantonu
- La Chapelle-Saint-Ursin
- Marmagne
- Saint-Doulchard